# Наружная сонная артерия
Нару́жная со́нная арте́рия (лат. arteria carotis externa) — берёт начало от общей сонной артерии, на уровне верхнего края щитовидного хряща направляется вверх, проходя сзади двубрюшной (за задним брюшком) и шилоподъязычной мышцы. Затем она ложится в позадинижнечелюстную ямку и входит в толщу слюнной железы. На уровне шейки суставного отростка нижней челюсти наружная сонная артерия делится на верхнечелюстную артерию и поверхностную височную артерию.

## Ветви
Наружная сонная артерия делится на 4 группы ветвей (по топографическим особенностям).
1. Группа передних ветвей:
  1. Верхняя щитовидная артерия,
  2. Язычная артерия,
  3. Лицевая артерия.
2. Группа задних ветвей:
  1. Грудино-ключично-сосцевидная ветвь,
  2. Затылочная артерия,
  3. Задняя ушная артерия.
3. Группа медиальных ветвей:
  1. Восходящая глоточная артерия.
4. Группа концевых ветвей:
  1. Верхнечелюстная артерия,
  2. Поверхностная височная артерия.

## Изображения

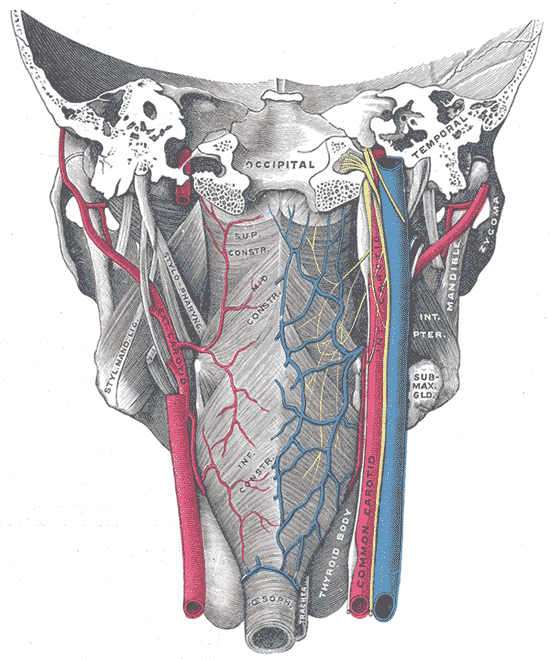
Мышцы глотки, глотка с сосудами (вид сзади).
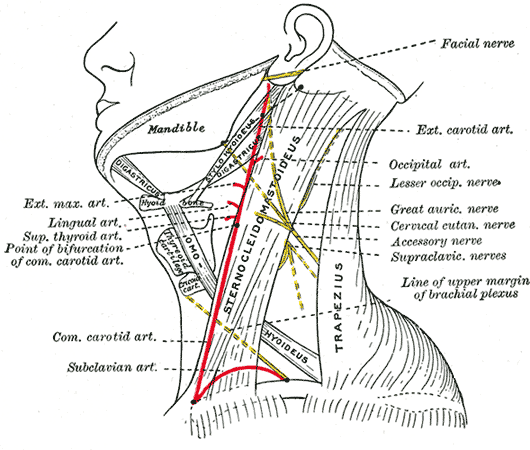
Шея, вид сбоку.
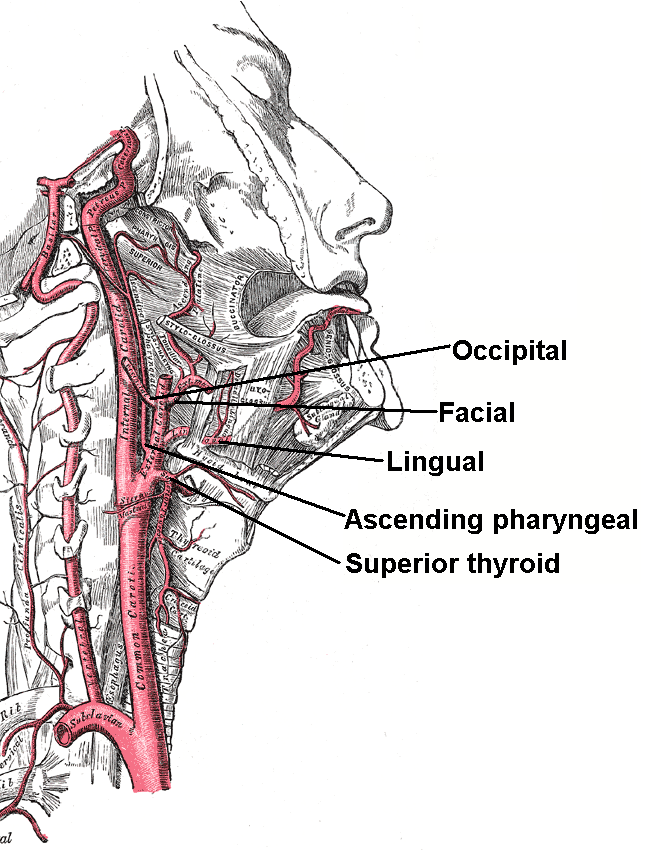
Артерии шеи. Вид справа.